# Trioserica trifoliata
Trioserica trifoliata är en skalbaggsart som beskrevs av Moser 1922. Trioserica trifoliata ingår i släktet Trioserica och familjen Melolonthidae. Inga underarter finns listade i Catalogue of Life.